# Ein Sommer in Island
Ein Sommer in Island ist ein deutscher Fernsehfilm von Sven Bohse aus dem Jahr 2014. Bei dem in der Rubrik „Herzkino“ startenden ZDF-Sonntagsfilm handelt es sich um die dreizehnte Folge der Filmreihe Ein Sommer in …, die an wechselnden Schauplätzen der Welt spielt.

## Handlung
Jette möchte ihrer Tante Rosalie in Island den letzten Willen erfüllen und fliegt mit deren Urne in das nordische Land. Rosalie wanderte 1949 mit einer anderen Frau nach Island aus, um dem Hunger entgegenzutreten und in der Hoffnung, ein besseres Leben zu führen. Gemeinsam mit der isländischen Elfenbeauftragen Alrún und dem jungen Tour-Guide Andri sucht sie die passende letzte Ruhestätte für ihre Tante.

## Hintergrund
Ein Sommer in Island wurde vom 20. Mai 2014 bis zum 14. Juni 2014 auf Island und Umgebung gedreht. Produziert wurde der Film von der Zeitsprung Pictures GmbH.

## Kritik
Für die Kritiker der Fernsehzeitschrift TV Spielfilm waren in Ein Sommer in Island „alle Zutaten eines ZDF-Sonntagabendfilms beisammen. Für mildernde Umstände sorgen heute sympathische Haupt- und Nebenfiguren, eher beiläufig als aufdringlich servierte Weisheiten – na, und eben die Gegend!“ Das Fazit lautete: „Softe Story vor schroffer Kulisse“.